# William Dugdale, 2. Baronet
Sir William Dugdale, 2. Baronet CBE MC DL (* 29. März 1922; † 13. November 2014) war ein britischer Adliger und Sportfunktionär.

## Leben und berufliche Laufbahn
William Stratford Dugdale entstammte einer Familie der englischen Gentry. Er wurde am 29. März 1922 als älterer Sohn des William Francis Dugdale, der 1936 zum Baronet, of Merevale and Blyth in the County of Warwick, erhoben worden war, und der Margaret Gilmour geboren.
Er studierte Jura am Balliol College der Universität Oxford. Während des Zweiten Weltkrieges diente er von 1939 bis 1945 bei den Grenadier Guards und stieg bis zum Rang eines Captain auf. Wegen seiner Tapferkeit, insbesondere bei der Landung bei Anzio, wurde er 1943 mit dem Military Cross (MC) ausgezeichnet. Nach Abschluss seiner juristischen Ausbildung wurde er 1949 als Anwalt (Solicitor) zugelassen. 1968 wechselte er in die Wirtschaft als Direktor der Phoenix Insurance, ging dann in die Wasserwirtschaft und war zunächst von 1974 bis 1983 Chairman der Severn-Trent Water Authority, zugleich Mitglied des National Water Council. Danach war er von 1988 bis 1999 Direktor und Chairman der General Utilities PLC (Public Limited Company).

## Tätigkeit als Sportmanager
William Dugdale übernahm Anfang der 1970er Jahre den Posten eines Direktors des Aston Villa Football Clubs. Aston Villa war damals ein mäßig erfolgreicher Verein der 3. englischen Division. Wegen der Erfolge des Vereins unter seiner Führung wurde er 1975 Vorsitzender (Chairman). Höhepunkt seiner Tätigkeit bei Aston Villa war in der Spielzeit 1981/1982 der Gewinn des Europa-Cups, als Aston Villa im Endspiel Bayern München 1:0 schlug. Danach legte William Dugdale noch 1982 den Vereinsvorsitz nieder.

## Politische Tätigkeit und Ehrenämter
Neben seinen wirtschaftlichen und sportlichen Tätigkeiten war William Dugdale auch Kommunalpolitiker. So war er von 1956 bis 1999 konservatives Mitglied des County Council von Warwickshire. Von 1951 bis 1997 war er zugleich Friedensrichter (J.P.) der Grafschaft. Außerdem bekleidete er die Ehrenämter eines High Sheriff, von Stratford on Avon und eines High Sheriffs von Warwickshire. Bereits 1965 hatte er den Titel eines Baronets beim Tod seines Vaters geerbt. Ferner hatte ihn die Queen 1982 zum Commander of the British Empire (CBE) ernannt.

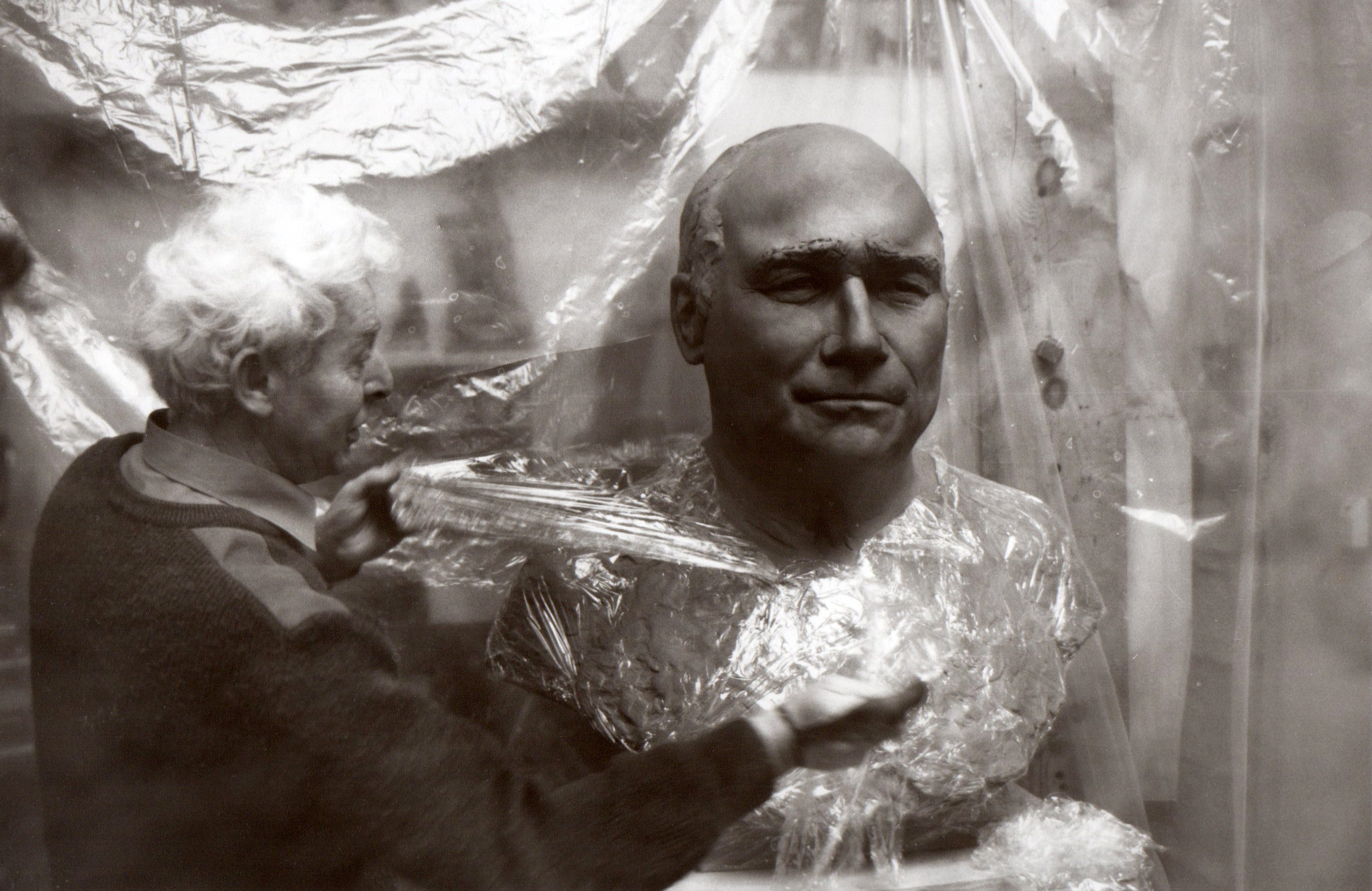
Szene des Auspackens der Tonmaquette von William Dugdale, 2. Baronet, britischer Adliger und Sportfunktionär, geschaffen durch den Künstler Denis Alva Parsons

William Dugdale war zweimal verheiratet und hat aus beiden Ehen sechs Kinder. Er starb am 13. November 2014.